# Systur
Systur (pronunciación en islandés: /ˈsɪstʏr/; tdl. ‘Hermanas’), también conocidas como Sigga, Beta & Elín y anteriormente Sísý Ey (Hermanas Ey) o Tripolia, es un grupo musical islandés formado en 2011 por las hermanas Sigríður, Elísabet y Elín Eyþórsdóttir.

## Historia
Nacidas en una familia de músicos, las hermanas comenzaron a cantar y tocar desde niñas. En 2011, formaron el trío Sísý Ey, al que unieron sus respectivas carreras como solistas.
El 5 de febrero de 2022, se anunció que la radiodifusora islandesa RÚV había seleccionado a Sigga, Beta & Elín entre los diez participantes de la edición del Söngvakeppnin de aquel año, un festival utilizado para seleccionar al representante de Islandia en el Festival de la Canción de Eurovisión. Con su tema, Með hækkandi sól, pasaron la semifinal y, en la final del 12 de marzo, fueron coronadas como ganadoras por parte del público, convirtiéndose en las representantes islandesas en Turín por derecho. Með hækkandi sól alcanzó la novena posición en Tónlistinn.

## Discografía

### Sencillos
- 2013 – Ain't Got Nobody
- 2015 – Kid
- 2016 – Do It Good
- 2017 – Mystified
- 2018 – Restless

#### Piezas musicales
- 2022 - Með hækkandi sól